# Schackensleben
Schackensleben is een plaats en voormalige gemeente in de Duitse deelstaat Saksen-Anhalt, en maakt deel uit van de Landkreis Börde.
Schackensleben telt 733 inwoners (2005).

## Bekende inwoners
- Josef Zasche (1871-1957)

- Gemeinsame Normdatei: 16038057-1
- Nationale Bibliotheek van Tsjechië: xx0073386
- Virtual International Authority File: 125386497